# Hammada scoparia
Hammada scoparia là loài thực vật có hoa thuộc họ Dền. Loài này được (Pomel) Iljin mô tả khoa học đầu tiên năm 1948.